# John Hunter (detektivförfattare)
John Hunter (Alfred John Hunter), född 5 december 1891 i Greenwich, London, alternativt i Pontypridd, Glamorgan, Wales, Storbritannien, död 22 augusti 1961 i Worthing, West Sussex, var en engelskspråkig kriminalförfattare som huvudsakligen under eget namn skrev böcker om detektiven Sexton Blake. Hunter skrev även under pseudonymerna John Addiscombe, L H Brenning, Francis Brent, Stanton Doyle, Anthony Drummond och Peter Meriton. Flera romaner översattes till svenska och utgavs främst av Romanförlaget.